# Femme du marais d'Amcotts
La femme du marais d'Amcotts est une inconnue dont le corps momifié a été découvert en 1747 dans une tourbière à Amcotts, dans le Lincolnshire (Angleterre). Depuis l'époque de cette découverte, les techniques de conservation étant à leurs balbutiements, ces restes se sont détériorés au point qu'il n'en subsiste qu'une chaussure, ayant habillé le pied gauche. Après la découverte, la chaussure droite et la main droite qui furent envoyées à la Royal Society, à Londres, ont également disparu.
La forme de cette chaussure en cuir la fait attribuer à la fin de l'Empire romain.